# (4953) 1990 MU
(4953) 1990 MU — астероид, сближающийся с Землёй и Венерой.
Сближение с Землёй ожидается 06 июня 2027 года в 22:43 UTC, расстояние 4,6 млн км, относительная скорость 23,817 м/c (85 741 км/ч). Опасности астероид представлять не будет.

## Сближения
| дата             | а. е.    | расстояний до Луны | небесное тело |
| ---------------- | -------- | ------------------ | ------------- |
| 10.10.1948 20:31 | 0,042860 | 16,7               | Венера        |
| 06.06.2027 22:43 | 0,030831 | 12,0               | Земля         |
| 05.06.2058 10:17 | 0,023090 | 9,00               | Земля         |